# Aphanes cotopaxiensis
Aphanes cotopaxiensis là một loài thực vật]] thuộc họ Rosaceae. Đây là loài đặc hữu của Ecuador.